# Fałszywy trop
Fałszywy trop – celowe odwrócenie uwagi – oponenta dyskusji, czytelnika, widza, czy gracza – od zasadniczego wątku rozmowy, czy fabuły.
Fałszywe tropy wykorzystywane są w retoryce i różnych dziełach fabularnych takich jak książki czy filmy, ale też przez przestępców wobec organów ścigania. Określenie to dotyczy także gier i finansów.
W języku angielskim częstym określeniem fałszywego tropu jest red herring („czerwony śledź” lub „wędzony śledź”). Nazwa ta pochodzi od praktyki wykorzystywania silnego zapachu wędzonych śledzi, by odciągać uwagę psów tropiących.

## Retoryka
Fałszywy trop w sztuce argumentacji oznacza odpowiedź (także poprawną i logicznie spójną), która jednak nie odnosi się bezpośrednio do argumentu oponenta, odwraca od niego uwagę, wykazuje niezrozumienie tego argumentu. Jest oczywistym błędem, jeśli używa się jej jako kontrargumentu w dyskusjach (przypomina dygresję, z tą różnicą, że ta nie jest „przemycana” pod pozorem argumentu). Zwykle zwrot „fałszywy trop” włącza się do kategorii Ignoratio elenchi, czyli rodzaju błędu logicznego, polegającego na „udowadnianiu” racji za pomocą niepowiązanych z tematem argumentów.
Greckie szkoły klasycznej sofistyki (sofizmat) uznawały – nie pod określeniem „fałszywy trop” – wywód, wybieg logiczny, którego elementami mogły być również semantyczne odbiegnięcia od tematu przemowy, dysputy, skutkujące zakłopotaniem adwersarza. Jednym z literackich przykładów powyższego jest scena z powieści Murakamiego Kafka nad morzem, gdzie jeden z bohaterów przy pomocy pozornie niezwiązanych z tematem rozmowy informacji osiąga przewagę w prowadzonym sporze. Często informacje te mają cechy ułatwiające przypisanie ich do sedna dyskusji, zazwyczaj są obiektywnie interesujące, świadczące o erudycji – lecz głównym ich zadaniem jest zapewnienie zwycięstwa, nie zaś logicznego umocowania wywodu;

## Narratologia
Jest to narzędzie mające na celu odwrócenie uwagi czytelnika od głównego wątku czy intrygi, często uzyskuje się dzięki temu element zaskoczenia, czy (również w kinematografii tzw. twist ending). Bardzo często „fałszywy trop” ma formę drugo-, trzecioplanowej postaci, której istnienie czy działania wprowadzają w błąd innych bohaterów, tworzą pułapki interpretacyjne dla czytelnika, powodując dochodzenie do nieprawidłowych wniosków, a w konsekwencji rozwiązań i odpowiedzi.

## Gry fabularne
W grach – najczęściej jest to przedmiot, porada, artefakt bez żadnej przydatności, jednakże samo jego istnienie stwarza problemy dla gracza, próbującego znaleźć dla niego znaczenie i sposób użycia;

## Finanse
W finansach – wstępny prospekt, oszacowanie kosztów czy wartości – nie zawierający podstawowych danych na temat ceny czy rozmiaru oferty;

## Przykładowe wykorzystania i odniesienia
- W serialu animowanym Szczeniak zwany Scooby Doo pojawiał się łobuz, zwanym Ryżym Śledziuchem (ang. Red Herring), którego jeden z głównych bohaterów – Fred Jones – zawsze podejrzewał i oskarżał o autorstwo każdej zbrodni. Ryży zazwyczaj potrafił udowodnić swą niewinność, jednak pewnego razu okazał się rzeczywistym sprawcą.

- W powieści Kod da Vinci pojawia się biskup Manuel Aringarosa (prałat Opus Dei) – kieruje bohaterów w złym kierunku i ku błędnym wnioskom. Aringarosa oznacza po włosku dosłownie czerwony śledź.

- W grze Splinter Cell: Chaos Theory, pojawia się grupa Yakuza o nazwie „Red Nishin”, która nie jest istotna dla przebiegu gry. „Nishin” oznacza „śledź” w języku japońskim.

- W grze The Secret of Monkey Island „red herring” jest dla odmiany faktycznym przedmiotem istotnym dla rozgrywki.

- Seria gier Broken Sword często korzysta z red herringów. W Broken Sword: The Shadow of the Templars asasyn imieniem Khan wydaje się głównym czarnym charakterem, lecz pod koniec wychodzi na jaw, że działał na własną rękę przeciw prawdziwym antagonistom. W jej kontynuacji motywy kardynała Gianelliego i mafioza Vito Spallacciego są dość niejasne, w konsekwencji jednak okazują się podobnymi do motywów Khana.

- W roku 1983 w grze na Commodore 64 – The Treasures of the Aztec Tomb, gracz mógł znaleźć podczas poszukiwań czerwonego śledzia, który okazywał się zupełnie nieprzydatnym przedmiotem, zajmował miejsce w plecaku i nie można było się go pozbyć. Gracz mógł go użyć jako posiłek, ale jako że była to po prostu wędzona, słona ryba efektem były wyłącznie irytujące komunikaty typu „jesteś spragniony” na każdym z ekranów gry.
- W grze Parasite Eve z 1998 roku, jeden z bohaterów gry, zabobonny naukowiec Maeda wręcza głównej bohaterce, policjantce Ayi, kilka statuetek, które mają przynieść jej powodzenie podczas zadań, którym musi stawić czoła. W rzeczywistości są to przedmioty nie przynoszące żadnej korzyści, a które zajmują miejsce w plecaku i nie sposób się ich pozbyć. Dopiero pod koniec gry, gdy wydaje się, że naukowiec ma zamiar wręczyć Ayi kolejny zbędny posążek, co jednak kończy się w tamtym momencie niepowodzeniem, okazuje się, że tym razem chciał dać jej coś zupełnie innego – przedmiot niezbędny dla dalszego przebiegu gry.